# Messor postpetiolatus
Messor postpetiolatus es una especie de hormiga del género Messor, subfamilia Myrmicinae. 

## Distribución
Esta especie se encuentra en Túnez.